# Hendrik Arent Hamaker
Hendrik Arent Hamaker (Amsterdam, 25 februari 1789 – Nederlangbroek, 7 oktober 1835) was een Nederlandse assyrioloog, taalkundige en oriëntalist. Hij bestudeerde Europese en Aziatische talen, en de geschiedenis en geografie van het Oosten. Hij was een collega van de oriëntalist Johannes Hendricus van der Palm. Theodor Juynboll behoorde tot zijn leerlingen.

## Leven
Hamakers vader had voor hem een carrière in het bedrijfsleven in gedachten. Zijn grote interesse in oude talen leidde leidde er echter toe dat hij in zijn geboortestad Amsterdam aan het Atheneaeum Illustre klassieke en oosterse talen ging studeren. Onder leiding van de professoren van Lennep en Wilmett richtte hij zich daar op oosterse studies, hoewel hij ook zijn interesse behield in de klassieke talen (vooral het Oud- en Byzantijns Grieks).
In de jaren 1815–1817 was hij hoogleraar Oosterse talen aan het Atheneum van Franeker (voorheen de Universiteit van Franeker), en doceerde hij Arabisch, Chaldeeuws en Syrisch. Van 1817 tot 1822 bekleedde hij de functie van buitengewoon hoogleraar Oosterse talen en de titel Interpres Legati Warneriani aan de Universiteit Leiden. In 1820 publiceerde Hamaker zijn catalogus van oosterse manuscripten van het Legatum Warnerianum. In 1822 werd Hamaker hoogleraar oosterse talen.
Hamaker was lid van een aantal wetenschappelijke instellingen en werd in 1829 onderscheiden met de titel Ridder in de Orde van de Nederlandse Leeuw. Met zijn lezingen en geschriften was hij een pionier op het gebied van onderzoek naar oosterse talen en literatuur. Zijn reeks van acht openbare lezingen (in 1834; gepubliceerd in 1835) over de vergelijking van het Grieks, het Latijn en de Germaanse talen met het Sanskriet gaf een eerste aanzet tot de vergelijkende taalkunde van de Indo-Europese talen in Nederland.
Hij overleed in het zomerhuis van de familie Rhodesteyn, nabij het dorp Nederlangbroek, negen dagen na zijn vrouw Johanna Camper (kleindochter van Petrus Camper), op 7 oktober 1835. Zowel de ouders als enkele van hun zeven kinderen hadden roodvonk opgelopen. Alle zeven kinderen herstelden maar beide ouders overleden. Ze werden begraven op het kerkhof van Nederlangbroek.

## Oraties[2]
- Graecis Latinisque historicis medii aevi, ex ortentalibus fontibus illustrandis. (1815)
- De religieuze Mohammedica, magno virtutis bellicae apud Orientales incitamento. (1817)
- vita en merites Guilielmi Jonesii. (leven en werk van William Jones) (28 september 1822)

## Werken
Hamaker heeft bijgedragen aan Siegenbeek's Museum en Kampen's Magazijn, en heeft ook bijgedragen aan het tweede deel van Van Kampen's Nederlandse vertaling van J. von Muller's Algemeene Geschiedenis, en publiceerde recensies in de Bibliotheca Critica nova.